# Umbralisib
L'umbralisib, une une molécule qui était utilisé comme médicament contre certains type de lymphomes, vendu sous la marque Ukoniq.

## Mode d'action
C'est un inhibiteur de kinase qui bloque la phosphoinositide 3-kinase-delta et la caséine kinase 1 epsilon.

## Usage médical
Est un médicament qui était auparavant utilisé pour traiter le lymphome de la zone marginale  et le lymphome folliculaire ,. Ce médicament a été pris par voie orale .

## Effets secondaires
Les effets secondaires de ce médicament comprennent des problèmes rénaux, de la diarrhée, de la fatigue, des nausées, un faible nombre de neutrophiles, des douleurs musculaires, un faible nombre de plaquettes, un faible nombre de globules rouges, une infection des voies respiratoires supérieures et une éruption cutanée. D'autres effets secondaires peuvent inclure des infections, des problèmes hépatiques et des réactions allergiques . L'utilisation  ce médicament pendant la grossesse peut nuire au fœtus.

## Histoire
Ce médicament a été approuvé pour un usage médical aux États-Unis en 2021. Cependant, en raison de craintes d'une détérioration des résultats, il a été retiré du marché en 2022. Les efforts d'obtention de licences en Europe et au Royaume-Uni ont été interrompus.